# Фомичёв, Михаил Арсентьевич
Михаи́л Арсе́нтьевич Фомичёв (22.10.1909 — 12.10.1941) — политрук 4-й роты 355-го стрелкового полка 100-й стрелковой дивизии 7-й армии Северо-Западного фронта, старший политрук. Герой Советского Союза.

## Биография
Родился 22 октября 1909 года в деревне Новая ныне Угранского района Смоленской области в семье крестьянина. Русский. Член ВКП с 1932 года. С 1925 по 1931 год работал землекопом в городах Московской области и на станции Угра.
В ноябре 1931 года был призван в Красную Армию. Окончил военно-политическое училище. В 1938 году был назначен политруком стрелковой роты. Участвовал в освободительном походе советских войск в Западную Украину и Западную Белоруссию в 1939 году. Участник советско-финской войны 1939—1940 годов.
В составе 35-го стрелкового полка участвовал в боях на Карельском перешейке. Старший политрук Фомичёв отличился в боях на выборгском направлении 10-14 марта 1940 года. В январе 1940 года во время подготовки к наступлению проводилась разведка боем и наша группа разведчиков попала в трудное положение. Политрук роты Фомичёв, оценив обстановку, поднял солдат в атаку и обеспечил выход к своим позициям разведгруппы. 1 февраля во время штурма Хотиненского укрепленного района 4-я рота вырвалась вперед и оседлала дот № 45, известный под названием «Миллионный». Он был ключом всего укрепрайона. После жестокого боя в роте осталось 28 человек. Когда гарнизон дота попытался покинуть укрепление, у входа их ждали бойцы во главе с политруком Фомичёвым. В открывшуюся дверь полетели гранаты. Дот был блокирован. Когда финны, просочившись по траншеям, попытались сбросить солдат, политрук первым поднялся в атаку и закидал противника гранатами. Так же старший политрук Фомичёв сражался при прорыве финской обороны на Выборгском направлении 10-14 марта 1940 года. В критический момент заменил убитого командира и принял командование ротой. Путь нашим бойцам преградила хорошо замаскированная бетонированная огневая точка противника. Политрук подобрался вплотную к вражескому пулемёту и точным броском связки гранат в амбразуру заставил его замолчать. В это время большая группа солдат противника пыталась отрезать и окружить вырвавшуюся вперёд роту. Старший политрук Фомичёв своевременно разгадал замысел финнов и выставил на их пути засаду. Когда враг приблизился почти вплотную к позициям бойцов, оттуда полетели гранаты. Не давая финнам опомниться, бойцы роты бросились на врага. Во время этой схватки старший политрук лично уничтожил более 10 вражеских солдат. Был ранен, но не оставил боевого поста. Несколько часов руководил он ротой, увлекая красноармейцев своим мужеством и отвагой. Подразделение выполнило поставленную боевую задачу.
Указом Президиума Верховного Совета СССР от 21 марта 1940 года за образцовое выполнение боевых заданий командования на фронте борьбы с финской белогвардейщиной и проявленные при этом доблесть и мужество старшему политруку Фомичёву Михаилу Арсентьевичу присвоено звание Героя Советского Союза с вручением ордена Ленина и медали «Золотая Звезда».
Участвовал в Великой Отечественной войне. Батальонный комиссар Фомичёв исполнял обязанности военкома управления ПВО Резервного фронта. Погиб 12 октября 1941 года в бою в Подмосковье. Похоронен в братской могиле на кладбище «Красная Горка» в городе Подольск Московской области.
Награждён орденом Ленина, медалью.